# 倭國大亂
倭國大亂（日语：〔〕／ Wakoku tairan），是指彌生時代後期倭國各地内戰，直到卑彌呼被立為邪馬台國女王才結束。

## 中國的書面來源
《三国志·魏書卷30·東夷傳·倭人》（《魏志倭人傳》）：其國本亦以男子為王住七八十年 倭國亂相攻伐歷年 乃共立一女子為王 名曰卑彌呼　事鬼道　能惑眾　年已長大　無夫婿
《後漢書卷85·東夷列傳第75》：桓 靈閒 倭國大亂 更相攻伐 歴年無主 有一女子名曰卑彌呼 年長不嫁 事鬼神道 能以妖惑衆 於是共立為王
不同書面來源也指内亂在二世纪後半發生。

## 大亂原因
魏志中並沒有給出直接答案，但有很多證據表明同一時期地球氣溫發生激烈變動，導致農業生產力驟降，中國爆發了黃巾之亂，西方羅馬也進入了混亂的三世紀危機時期，除此以外波斯的安息帝國和印度的百乘王國也都無一例外地滅亡或進入無政府狀態，倭國大亂可能亦出於相同原因。

## 考古證據
考古發現相同時期石頭或金屬武器及防禦性環溝聚落出土數量較多，特別是來自近畿東部內海，在九州吉野里遺址和山陰青谷上寺地遺址都出土了大量因武器致傷而死的人骨，種種跡象表明在同一時期有像魏志中所說的大規模戰爭發生。

## 成果
此亂終結後3世紀畿内地区的古墳規模變大、建造數增加，表明日本很有可能進入了以大和王權主導的中央集權體制封建時代。並開始向鄰接的朝鮮半島擴展勢力。